# Kim Eui-Tae
Kim Eui-Tae, född 2 juni 1941, är en sydkoreansk före detta judoutövare.
Han blev olympisk bronsmedaljör i mellanvikt i judo vid sommarspelen 1964 i Tokyo.